# Problema de transporte
Un problema de transporte es, en matemáticas y economía, un caso particular de problema de programación lineal en el cual se debe minimizar el coste del abastecimiento a una serie de puntos de demanda a partir de un grupo de puntos de oferta —posiblemente de distinto número—, teniendo en cuenta los distintos precios de envío de cada punto de oferta a cada punto de demanda.

## Planteamiento
Se disponen {\displaystyle n\in \mathbb {N} } puntos de oferta o factorías con una producción determinada (representada mediante un vector, F) y {\displaystyle m\in \mathbb {N} } puntos de demanda o mercados de demanda determinada (vector M):
{\displaystyle F\in \mathbb {R} ^{n};\;F=(F_{1},F_{2},F_{3},\cdots ,F_{n})}
{\displaystyle M\in \mathbb {R} ^{m};\;M=(M_{1},M_{2},M_{3},\cdots ,M_{m})}
Además se dispone como dato de una matriz de precios, C, de forma que {\displaystyle C_{ij}} es el precio de envío por unidad desde la factoría {\displaystyle F_{i}} al mercado {\displaystyle M_{j}}:
{\displaystyle C\in {\mathcal {M}}_{n\times m}(\mathbb {R} )}
El objetivo es calcular una nueva matriz, X, de forma que {\displaystyle X_{ij}} sea el número de unidades que se envían de la factoría {\displaystyle F_{i}} al mercado {\displaystyle M_{j}}.
{\displaystyle X\in {\mathcal {M}}_{n\times m}(\mathbb {R} )}
Con estos datos podemos formular las condiciones que se han de cumplir:
{\displaystyle \sum _{i=1}^{n}X_{ij}\geq M_{j}\;\;\forall j\in \mathbb {N} /1\leq j\leq m}
{\displaystyle \sum _{j=1}^{m}X_{ij}\leq F_{i}\;\;\forall i\in \mathbb {N} /1\leq i\leq n}
{\displaystyle X_{ij}\geq 0\;\;(i,j\in \mathbb {N} ;1\leq i\leq n;1\leq j\leq m)}
El precio total a pagar por el transporte, {\displaystyle C_{T}}, que se ha de minimizar, se determinará por la suma de los productos del precio de cada unidad por el coste de envío por unidad de cada fábrica a cada mercado:
{\displaystyle C_{T}=\sum _{i=1}^{n}\sum _{j=1}^{m}X_{ij}\cdot C_{ij}}
{\displaystyle \min \;C_{T}}

### Problemas equilibrados[2]
Se dice que el problema está equilibrado cuando se cumple que:
{\displaystyle \sum _{i=1}^{n}F_{i}=\sum _{j=1}^{m}M_{j}}
(o, abreviadamente, {\displaystyle \sum F=\sum M}, es decir, la oferta total es igual a la demanda total).
En caso de que {\displaystyle \sum F>\sum M} (Oferta total sea mayor a la demanda total) se incorporaría un centro de consumo adicional al problema, el centro de consumo artificial, {\displaystyle M_{a}}, de forma que su demanda sea el excedente ( {\displaystyle M_{a}=\sum F-\sum M}) y el coste de envío a este mercado sea nulo:
{\displaystyle C_{ia}=0\;\;\forall i\in \mathbb {N} /1\leq i\leq n}.
En caso de que {\displaystyle \sum F<\sum M} (Demanda total mayor a la oferta total) se incorporaría una factoría adicional al problema, la factoría artificial, {\displaystyle M_{b}}, de forma que su oferta sea el excedente ({\displaystyle M_{b}=\sum M-\sum F} ) y el coste de envío de esta factoría sea nulo:
{\displaystyle C_{bj}=0\;\;\forall j\in \mathbb {N} /1\leq j\leq m}.

### Representación Gráfica del Problema de Transporte
Se muestra la presentación gráfica del problema de transporte donde:

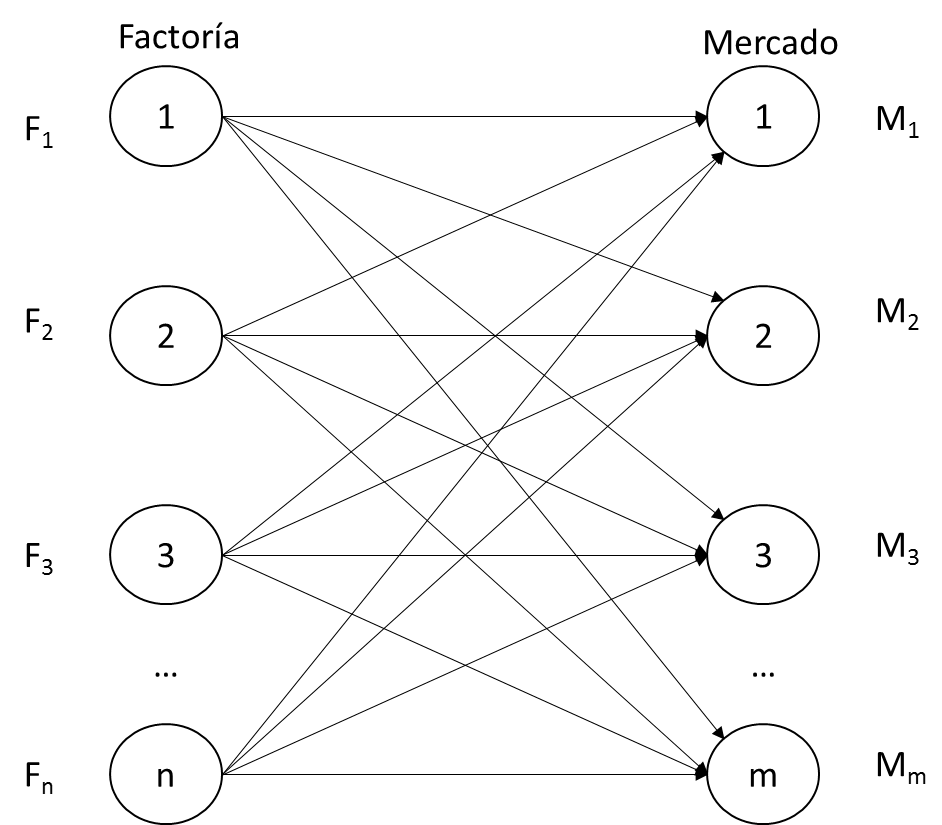
Representación Gráfica del Problema de Transporte

- Nodos: Factorías y Mercados. A cada nodo se le asocia una restricción con su oferta Fi y demanda Mj.
- Arcos: Ruta a seguir para transportar las mercancías. A cada arco se le asocia una variable de decisión {\displaystyle X_{i,j}}.

### Tabla de Transporte
La estructura del problema de transporte permite una representación compacta del problema utilizando el formato de tabla de transporte como se muestra a continuación.
|            | Mercado 1                         | Mercado 2                         |     | Mercado j                         |     | Mercado m                         |                                  |
| Factoría 1 | costo(1, 1)                       | costo(1, 2)                       | ... | costo (1, j)                      | ... | costo(1, m)                       | Oferta 1 ({\displaystyle F_{1}}) |
| Factoría 2 | costo(2,1)                        | costo(2,2)                        | ... | costo (2, j)                      | ... | costo(2, m)                       | Oferta 2 ({\displaystyle F_{2}}) |
| ...        | ...                               | ...                               | ... | ...                               | ... | ...                               | ...                              |
| Factoría i | costo (i,1)                       | costo (i,2)                       | ... | costo(i,j)                        | ... | costo(i,m)                        | Oferta i ({\displaystyle F_{i}}) |
| ...        | ...                               | ...                               | ... | ...                               | ... | ...                               | ...                              |
| Factoría n | costo(n, 1)                       | costo(n,2)                        | ... | ...                               | ... | costo(n, m)                       | Oferta n ({\displaystyle F_{n}}) |
|            | Demanda 1 ({\displaystyle M_{1}}) | Demanda 2 ({\displaystyle M_{2}}) | ... | Demanda j ({\displaystyle M_{j}}) |     | Demanda m ({\displaystyle M_{m}}) |                                  |

Cabe mencionar que los costes deben ser colocados en la esquina superior derecha. 

### Comparación entre los planteamientos
Entre cada representación existe una equivalencia que se menciona a continuación:
| Modelo de Programación Lineal    | Gráfica | Tabla de Transporte                  | Número |
| -------------------------------- | ------- | ------------------------------------ | ------ |
| Restricción                      | Nodo    | Renglón (oferta) o columna (demanda) | n+m    |
| Variable {\displaystyle X_{i,j}} | Arco    | Casilla                              | nm     |

## Solución del Problema de Transporte
El problema de transporte puede ser resuelto de las siguientes formas:
- Método Simplex: El problema de transporte puede ser resuelto planteando el modelo de programación lineal y utilizar ya sea el método de la gran M o el método de las dos fases (métodos variantes del método simplex).
- Técnica de Transporte: Consta de los mismos pasos del método simplex sin embargo es una técnica específica de solución.

Para que un problema de transporte pueda ser resuelto a través de la técnica de transporte debe cumplir con las características:
- Ser un problema equilibrado (la oferta total y la demanda total deben ser igual).
- Contar con {\displaystyle n+m-1} variables básicas, siendo {\displaystyle n} los puntos de demanda y {\displaystyle m} los puntos de oferta.

### Técnica de Transporte
Para aplicar la técnica de transporte se utiliza la tabla de transporte equilibrada. Los pasos son los mismos del método simplex, los cuales contemplan:
- Establecer solución básica factible inicial:

Existen varios métodos para hacer esto: Noreste y sus variaciones(Suroeste, Suroeste, etc), y Costo mínimo o el método de Vogel: Con cualquiera de estos métodos se debe obtener una solución que contemple {\displaystyle n+m-1} variables básicas.
- Definir la variable de entrada:

Para encontrar la variable de entrada se utilizará los criterios ya establecidos del método simplex para un caso minimizado. Y se encontrará la variable utilizando el método de multiplicadores o método de u-v. Dicho método utiliza el modelo dual del modelo de programación lineal. El método calcula los valores de las variables duales {\displaystyle u_{i}} y {\displaystyle v_{j}} (cada renglón tendrá un {\displaystyle u_{i}} y cada columna tendrá un {\displaystyle v_{j}}). Estos multiplicadores se obtienen de las ecuaciones:
{\displaystyle u_{i}+v_{j}=c_{i,j}} para cada variable básica {\displaystyle x_{i,j}}
En total se tendrán n+m-1 ecuaciones y m+n multiplicadores. Es necesario utilizar un valor arbitrario para uno de ellos y de ahí encontrar los demás valores de los multiplicadores.
Para encontrar el {\displaystyle z_{j}-c_{j}} de las variables no básicas se utiliza la relación: 
Suponga que {\displaystyle x_{s,r}} es la variable no básica, entonces se calcula con {\displaystyle u_{s}+v_{r}-c_{s,r}}.
Si al calcular estos valores alguno es positivo, se elige al valor más grande del {\displaystyle z_{j}-c_{j}} como la variable de entrada. En el caso de que todos sean {\displaystyle z_{j}-c_{j}<0}, entonces la solución actual es la óptima. 
- Establecer la variable de salida

Para identificar la variable de salida será necesario construir un circuito. Los circuitos se construyen a partir de la solución básica factible. Un circuito debe contener únicamente variables básicas con excepción de la variable de entrada. Suponga un ejemplo con la siguiente tabla con 3 factorías y 4 mercados, en este caso se tendrán 6 variables básicas (3+4-1) y una posible solución inicial podría ser (se pone B para indicar que es variable básica):
|            | Mercado 1 | Mercado 2 | Mercado 3 | Mercado 4 |
| ---------- | --------- | --------- | --------- | --------- |
| Factoría 1 | B         | B         |           |           |
| Factoría 2 |           | B         | B         | B         |
| Factoría 3 |           |           |           | B         |

Suponga que la variable entrada es la casilla (3,1), esta variable deberá tomar un valor de {\displaystyle +\nu }, esto ocasiona un reajuste de las demás casillas básicas, el análisis se realiza por columna y por renglón, por tanto el reajuste será:
|            | Mercado 1              | Mercado 2              | Mercado 3 | Mercado 4              |
| ---------- | ---------------------- | ---------------------- | --------- | ---------------------- |
| Factoría 1 | B{\displaystyle -\nu } | B{\displaystyle +\nu } |           |                        |
| Factoría 2 |                        | B{\displaystyle -\nu } | B         | B{\displaystyle +\nu } |
| Factoría 3 | {\displaystyle +\nu }  |                        |           | B{\displaystyle -\nu } |

Para determinar el valor de la variable de entrada {\displaystyle x_{i,j}} y establecer la variable de salida:
{\displaystyle x_{i,j}=min\left\{X_{p,q}/X_{p,q}-\nu \ X_{p,q}b{\acute {a}}sica\right\}}
En este caso el valor de la variable de entrada {\displaystyle \nu } se encuentra en los valores de las casillas (1,1), (2,2) y (3,4) de estos se elige el valor más pequeño (esta casilla será la variable de salida). Una vez que se tenga el valor {\displaystyle \nu } se hace las sumas y las restas de las demás casillas del circuito. Se regresa al paso de la variable de entrada.